# 大内山駅
大内山駅（おおうちやまえき）は、三重県度会郡大紀町大内山にある、東海旅客鉄道（JR東海）紀勢本線の駅である。

## 歴史
- 1927年（昭和2年）11月13日：鉄道省紀勢東線（現・紀勢本線）伊勢柏崎駅 - 当駅間延伸時に終着駅として開設[1][2]。
- 1929年（昭和4年）4月26日：紀勢東線当駅 - 紀伊長島駅間延伸、途中駅となる[1]。
- 1959年（昭和34年）7月15日：線路名称改定。紀勢東線が紀勢本線へ編入、同線の駅となる[1]。
- 1972年（昭和47年）10月15日：貨物取扱廃止[2]。
- 1983年（昭和58年）12月21日：無人駅化[3]。荷物扱い廃止[2]。
- 1987年（昭和62年）4月1日：国鉄分割民営化に伴い、JR東海の駅となる[1][2]。
- 2002年（平成14年）：木造駅舎解体、待合所新設。

## 駅構造
単式ホーム1面1線と島式ホーム1面2線、計2面3線を有する列車交換・折返し可能な地上駅。両ホームは屋根無し跨線橋で連絡している。のりばは南から順に1 - 3番線となっている。
紀伊長島駅管理の無人駅。木造駅舎は解体され、2002年（平成14年）から1番線側に待合所が新設された。この脇にトイレを併設した「大内山駅前休憩所」があり、内部には旧駅舎の駅名看板も展示されている。

### のりば
| 番線 | 路線      | 方向 | 行先             |
| ---- | --------- | ---- | ---------------- |
| 1    | ■紀勢本線 | 下り | 尾鷲・新宮方面   |
| 2・3 | ■紀勢本線 | 上り | 松阪・名古屋方面 |

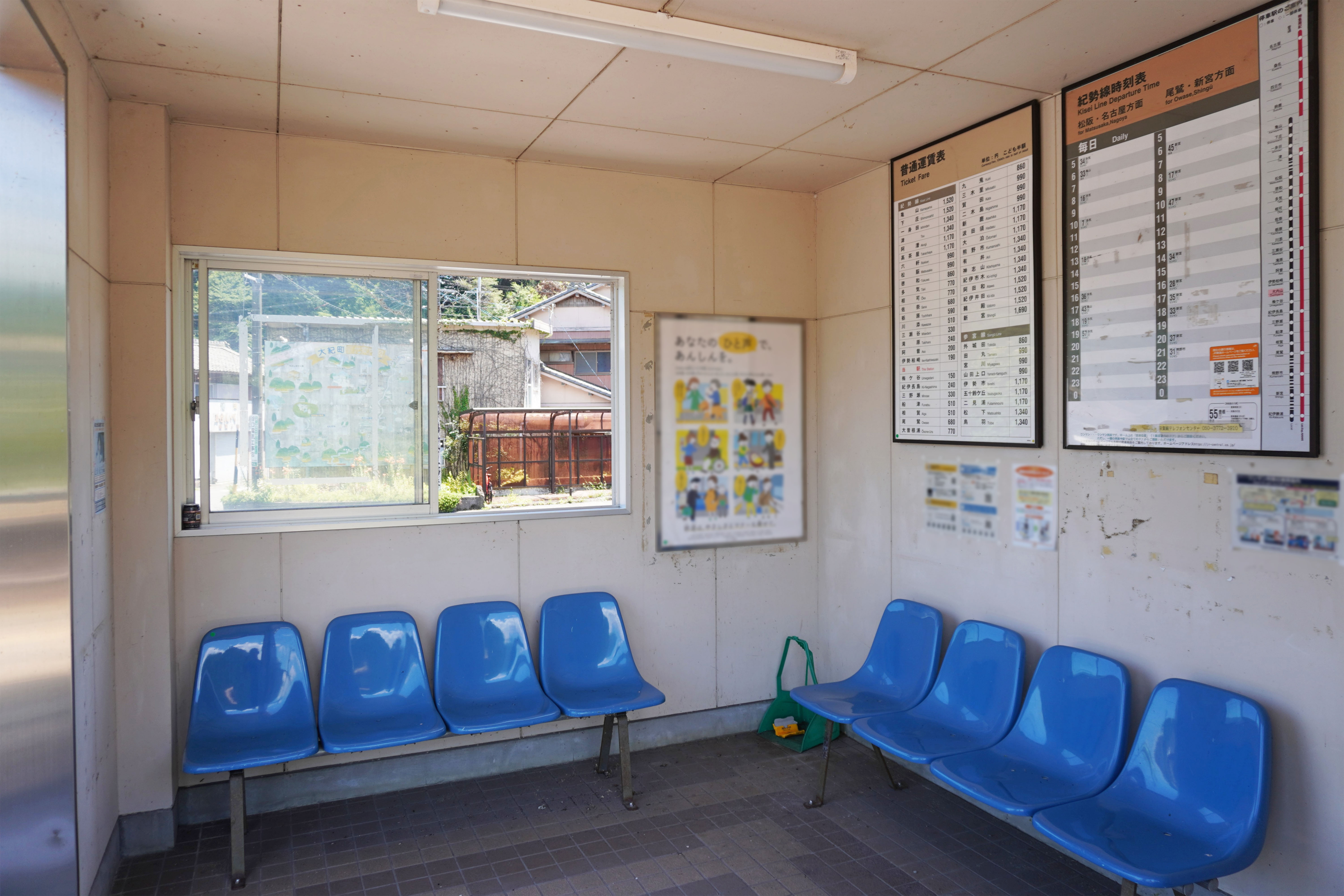
待合室（2023年7月）
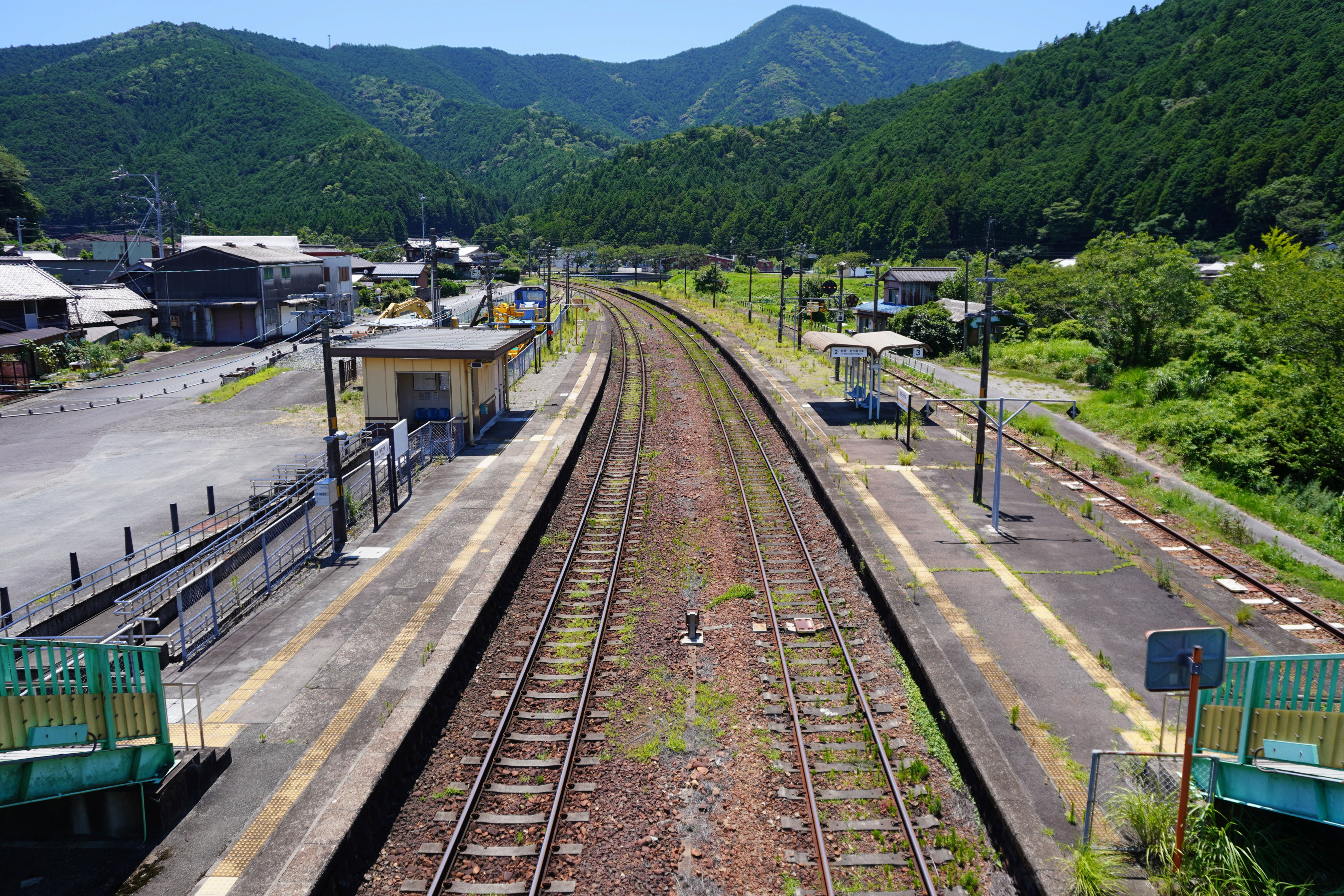
ホーム（2023年7月）

## 利用状況
「三重県統計書」によると、近年の1日平均乗車人員の推移は以下の通り。
| 年度   | 1日平均 乗車人員 |
| ------ | ---------------- |
| 1998年 | 54               |
| 1999年 | 53               |
| 2000年 | 49               |
| 2001年 | 49               |
| 2002年 | 47               |
| 2003年 | 41               |
| 2004年 | 37               |
| 2005年 | 38               |
| 2006年 | 48               |
| 2007年 | 52               |
| 2008年 | 50               |
| 2009年 | 42               |
| 2010年 | 37               |
| 2011年 | 35               |
| 2012年 | 41               |
| 2013年 | 46               |
| 2014年 | 41               |
| 2015年 | 34               |
| 2016年 | 34               |
| 2017年 | 30               |
| 2018年 | 32               |
| 2019年 | 35               |

## 駅周辺
唐子川が大内山川に注ぐ地点に近く、駅周辺ではこれらの河川に沿って集落が散在する。駅南側は2005年まで存在した旧大内山村中心集落となっていて、商店等が立地する他、大紀町役場大内山支所（旧・大内山村役場）、大紀町立大内山小学校がある。また大内山郵便局が駅前にある。
道路は大内山川に沿って国道42号が走っている。
- 大内山野鳥観察舎：大内山小学校内（但し管理は大紀町教育委員会）
- 頭之宮四方神社：国鉄時代は11月第3日曜の例祭時に、優等列車が停車していた。
- 大内山動物園
- 熊野古道伊勢路
- 大内山海洋センター
- 大内山郵便局
- JA伊勢紀勢支店大内山

## その他
- 1983年の無人駅化前は、駅員がホームの砂利を熊手で掃いて、龍安寺の石庭のような模様を描いていた。（同様の趣向は、肥薩線真幸駅でも行われていた。）

## 隣の駅
東海旅客鉄道（JR東海）
■紀勢本線
伊勢柏崎駅 - 大内山駅 - 梅ケ谷駅